# غويك (كورنوال)
غويك (بالإنجليزية: Gweek)‏ هي قرية وأبرشية مدنية تقع في المملكة المتحدة في إنجلترا. يقدر عدد سكانها بـ 581 نسمة .